# Trevor Rees-Jones
Trevor Rees-Jones (Rinteln, 3 de Março de 1968) é um ex-guarda-costas britânico, conhecido por ter sido o único sobrevivente do acidente de carro que matou Diana, Princesa de Gales, seu namorado Dodi al-Fayed e o motorista Henri Paul, em 31 de agosto de 1997, em Paris. Por causa de seus graves ferimentos na cabeça, Rees-Jones não consegue lembrar de aspectos ocorridos pouco antes ou durante o acidente.
Ele é o autor do livro The Bodyguard's Story: Diana, the Crash, and the Sole Survivor (ISBN 0446610046). 